# Fernando da Baviera
Fernando Maria da Baviera e Bourbon (Madrid, 10 de maio de 1884 - Madrid, 5 de abril de 1958) foi um infante de Espanha, duque de Cádis e príncipe da Baviera.

## Carreira
O príncipe Fernando Maria foi incorporado ao exército espanhol com o posto de tenente de cavalaria em 1905. Ele foi comissionado no 20º Regimento de Hussardos de Pavia. Em 23 de junho de 1908, foi promovido a Comandante e comissionado no 12º Regimento de Fuzileiros Lusitanos. Ele foi transferido para a África com seu regimento e participou da Guerra do Rif.
Este casamento e a patente real concedida na Espanha fizeram com que Fernando (também conhecido como Infante don Fernando María de Baviera y de Borbón), a terceira geração hispano-bávara, se comprometesse com a Espanha. Seu segundo casamento com uma nobre espanhola não mudou nada a esse respeito.

## Casamentos e filhos
Fernando casou em primeiras núpcias com a infanta Maria Teresa da Espanha, filha do rei Afonso XII da Espanha, em 12 de janeiro de 1906 em Madrid. Fernando e Maria Teresa tiveram quatro filhos:
- Luís Afonso de Espanha (6 de dezembro de 1906 - 14 de maio de 1983);
- José Eugénio de Espanha (26 de março de 1909 - 16 de agosto de 1966);
- Maria das Mercedes de Espanha (3 de outubro de 1911 - 11 de setembro de 1953);
- Maria do Pilar de Espanha (15 de setembro de 1912 - 9 de maio de 1918).

Em 1914, Fernando contraiu um matrimônio morganático com María Luisa de Silva y Fernández de Henestrosa, duquesa de Talavera de la Reina, dama da rainha Maria Cristina, eles não tiveram descendência.
Fernando viveu na Espanha durante a ditadura de Francisco Franco. Em 1955 enviuvou pela segunda vez e faleceu em 1958.